# 会話分析
会話分析（かいわぶんせき、英: Conversation analysis）は、1960年代のカリフォルニアで始まった社会学の研究領域のひとつである。ハーヴィ・サックスによって切り拓かれ、エマニュエル・シェグロフ、ゲイル・ジェファーソンらによって大きく展開された。私たちが「会話をおこなう」ことそのものが、きわめて組織だったさまざまな手続きによって成立している現象であることに着目し、実際の会話の音声を詳細に書き起こした上で、そうした手続きの観察・分析をおこなう。

## 会話分析の由来
会話分析の誕生には、2人の社会学者が大きな影響を与えている。一人はアーヴィング・ゴフマンである。ゴフマンは、「対面的相互行為」がそれ自身の権利において社会学の研究対象となりうることを示し、「相互行為秩序の研究」という領域を社会学の中に打ち立てた人物である。サックスとシェグロフは、カリフォルニア大学バークレー校でゴフマンが教鞭をとっていたときの学生であった。
もう1人はハロルド・ガーフィンケルである。ガーフィンケルは、「社会秩序」という社会学の探究課題を、社会の成員が不断におこなっている協働的な実践の産物として捉え直していくことで、「エスノメソドロジー」という独特の社会学を作り上げた人物である。サックスとガーフィンケルはタルコット・パーソンズのセミナーで出会い、のちにロサンゼルス自殺防止センターでともに研究にあたった。
かれらの影響のもとで研究していたサックスは、ロサンゼルス自殺防止センターにかかってくる自殺相談の電話を分析する中で、「相談者が名前を名乗りたがらない」という現象がしばしばあることに気づく。そしてそこに、「名乗りを避ける」ための方法的なやり方（会話の特定の位置で特定の発言をおこなうことで特定の効果を生み出す手続き）があることに注目していく。ここから、サックスは「会話」を対象とした、当時としてはまったく新しい社会学の可能性を模索していくことになった。サックスの始めた「会話分析」は、「会話」を何かそれ以外の別のもの（たとえば「権力」や「社会構造」）の研究のために参照するのではなく、それ自身の権利において研究するという点でゴフマンの志向を、また研究者の用意した分析枠組を外からあてはめるのではなく、あくまで会話参加者たち自身が会話を組み立てるために（意識していなくても）用いている手続きの記述を目指しているという点でガーフィンケルの志向を受け継いでいる。
現在では、会話分析では社会学の領域にとどまらず、大きな発展を見せている。特に言語学における元来会話データを扱っていた諸分野（機能主義言語学や談話分析、相互行為言語学など）や、人類学、心理学などの分野においても会話分析の知見や手法が取り入れられるなど、広く影響を及ぼしている。

## 会話分析の手法
会話分析では、実際の会話を録音/録画し、それをできるだけそのままの形で書き起こし、詳細に分析することが非常に重視される。ピッチやイントネーション、わずかな間などの音声上の特徴はもちろん、ある発言が会話の順番交替（下記の項目参照）上のどの位置で、どのようなデザインで発言されたかということの詳細は、その発言が会話の中でどのような行為を遂行することになり、会話の進行にいかなる影響をもたらしているかといったことを考察する上できわめて重要である。私たちは普段そうした細かな事柄を、ほとんど意識することなく、しかし繊細に使いこなして会話を組み立てている。想像上の事例では、そうした事柄の詳細に忠実な分析をおこなうことは不可能なのである。
そうした事柄を詳細に分析するために、会話分析では録音した会話の、正確な転写（トランスクリプト）を作成する。ここで重要なのは、会話の内容を要約的にまとめてしまわずに、ゼロコンマ1秒のわずかな間や言いよどみまで逃さず、聞こえた「音」をできるだけ正確に写し取ることである。そのため、専門の会話分析研究者は、日本語の会話であってもローマ字を用いてトランスクリプトを作成することが多い。また、音の転写のために用いられるさまざまな記号が、ゲイル・ジェファーソンによって考案・確立され、世界中の会話分析研究者によって共通に用いられている。

## 会話を組織するための主要な手続き
ここでは、会話そのものをおこなっていく、あるいは会話の中でさまざまなことをおこなっていくための主要な手続きを紹介する。

### 順番交替
順番交替は、会話をおこなうにあたって欠かすことのできない、基本的な手続きである。会話では、話し手となることができるのはそのつど一人だけである。誰かが話し手になっているときには他の人は聞き手になり、次に別の誰かが話し手になれば、今まで話し手だった人は聞き手になる。だから、最初から最後まで一人の人が話し続けるのでないかぎり、会話には話し手の交替、つまり発言の順番交替がある。会話分析が確立したのは、いつ誰がどのように話し手となるかがあらかじめ決まっていない日常会話で、その順番交替がおこなわれる手続きを、サックスたちがあきらかにしたことによる。
サックスたちによれば、日常会話の順番交替がどのようにおこなわれているかは、次のふたつの点に注目することでわかる。
ひとつは、今の話し手の発言が、いつ終わるかという点である。今の話し手の発言が終わる場所は、別の人が話し手となる機会が生まれる場所なので、その場所がわかることは、会話に参加している人たちにとって重要なことである。サックスたちは、話し手の発言にはそれがどこで終わるのかを予測可能にする要素があること、そして聞き手はその要素に注意を払って予測をおこなっていることを指摘している。
もうひとつは、今の話し手の発言が終わるとき、次に誰が話し手となるかという点である。これは次のような手続きによって決まる。
- （1）今の話し手の発言が終わってもよい場所にきたときに
  - （1a）そこまでにもし今の話し手が次の話し手を指定（名前を呼んだり、質問を向けたり）していれば、その指定された人が次の話し手となる権利と義務を持つ。
  - （1b）もし今の話し手が次の話し手を指定していなければ、聞き手のうち最初に話し始めた人が、次の話し手となる権利と義務を持つ。
  - （1c）そして（1a）と（1b）のどちらも起きなければ、今の話し手はさらに話し続けてもよい（話し続けるなら、順番の交替は起こらない）。
- （2）（1c）によって今の話し手が話し続けたときは、再度その話し手の発言が終わってもよい場所が来たときに、（1a）〜（1c）の手続きが繰り返される。

こうして、今話している人の発言が終わってもよい場所がくるたびに「次に誰が発言順番をとるか」をそのつど決める手続きがあることで、日常会話の順番交替は成し遂げられている。あらかじめ誰がどれくらい話すか決まっていない日常会話で円滑な順番交替ができるのは、人びとが会話をしながら、常にこの手続きを気にかけているからなのである。

### 行為の連鎖
「行為の連鎖」は、順番交替と並んで、会話を組み立てるためのもっとも基本的な手続きである。会話参加者は、発言の順番交替をしながら、自分の順番での発言をとおして、さまざまな行為をおこなう。そしてその行為は多くの場合、前後の行為と関係づけられて（連鎖的に）おこなわれる。

#### 隣接ペア
行為連鎖の基本的な単位は、「隣接ペア」と呼ばれる、ふたつの行為の連鎖である。たとえば、「おはよう」「おはよう」は「挨拶‐挨拶」の隣接ペアであり、「今何時?」「5時だよ」は「質問‐答え」の隣接ペアである。
隣接ペアを構成する2つの行為は別の話者によっておこなわれるが、それらは規範的な隣接関係にある。ある人が挨拶したらそのあとには挨拶された人が挨拶を、質問をしたらそのあとには質問された人が答えるべきであり、もし質問があったのに答えがなければ、単に一人の人が話したというのではなく、「答えがない（そのあとで発言するべき人が発言しなかった）」という不在が観察可能になる。
また、2つの行為はタイプ的に結びついていて、順序がある。「質問」は「挨拶」とではなく「答え」と結びついており、そして、質問が先で、答えが後である。このとき、隣接ペアの1つめの行為を「第一成分」、2つめの行為を「第二成分」と呼ぶ。「質問‐答え」であれば「質問」が第一成分、「答え」が第二成分である。

#### 拡張連鎖
拡張連鎖とは、隣接ペアを拡張する行為連鎖のことである。先行連鎖、挿入連鎖、後続連鎖の3つのタイプがある。

##### 先行連鎖
先行連鎖は、1つの隣接ペアの前にもうひとつの隣接ペアが置かれるタイプの拡張連鎖である。たとえば、次のような「誘いの先行連鎖」が典型的である。
01 A: 明日ひま？
02 B: ひまだよ
03 A: じゃあ映画でも行こうよ
04 B: いいよ
ここでは、03と04の「誘い‐受諾」という隣接ペアに先行して、「質問‐答え」の隣接ペアが置かれている。「先行」ということのポイントは以下の二点である。第一に、「明日ひま？」という質問が来たら、そのあとに「誘い」が来そうだということが予測できること。第二に、その質問に対する答え次第で、「誘い」が来るかどうかが変わること（「いや忙しい」と答えれば、「誘い」はおこなわれないだろうということ）。この点で、01と02の隣接ペアは、単なる「質問‐答え」というより、「誘いの前置き‐誘いに進むことの促し」という先行連鎖だというほうがより適切だといえる。先行連鎖にはほかにも、申し出の先行連鎖や告知の先行連鎖など、さまざまなものがある。

##### 挿入連鎖
挿入連鎖とは、ひとつの隣接ペアの中にもうひとつ（以上）の隣接ペアが挿入されるタイプの拡張連鎖である。
- 01 A: 佐藤さんに会ったのは昨晩が初めて？
- 02 B: 誰に？
- 03 A: 佐藤さん
- 04 B: 初めてだよ

ここでは01と04が「質問 ‐答え」の隣接ペアになっているが、その質問と答えのあいだに、もうひとつの「質問‐答え」の隣接ペア（02と03）が挿入されている。このように、ひとつの隣接ペアの第一成分と第二成分のあいだに、その第一成分の受け手（ここではB）によって開始された別の隣接ペアが入りこむとき、それは挿入連鎖と呼ばれる。それによって、最初の第一成分（上の例では「質問」）に答えるために、聞き逃した部分を尋ねたり（上の例）、必要な情報を求めたり（「お酒を売ってくれ」という「注文」に対して答える前に「年齢を聞く」場合など）といった活動がおこなわれる。その間、最初の第一成分の効果（受け手に答える義務があること）はずっと消えずに残っている。この点で挿入連鎖は、隣接ペア第一成分と第二成分のあいだの規範的な隣接関係によって可能になっている連鎖であると言える。挿入連鎖の中にさらに挿入連鎖が挟まれ、何重にも入れ子になった連鎖が形成されることもある。

##### 後続連鎖
隣接ペア第一成分のあとには第二成分がくることが適切であるが、第二成分のあとは、特にそうした制約はない。そこで会話が終わってもよいし（挨拶だけが交わされる会話など）、新たな行為連鎖が開始されてもよい。しかし、第二成分のあとでその行為連鎖が終わらず、さらに行為が付け足されることで連鎖が拡張される場合がある。それが後続連鎖である。後続連鎖には、ひとつの行為だけが付け足されて連鎖が閉じられる場合（例：A「コンビニ行くけど買ってくる物ある？」B「コーラ買ってきて」A「了解」）と、修復（4-3）や確認の求めなどのために複数の行為が付け足されていく場合（例：A「勤務先はどこ？」B「明治学院大学」A「何大学だって？」B「明治学院」）の二通りがある。

#### 優先構造
隣接ペアの中の多くは、ふたつ以上の第二成分を持つ。たとえば「誘い」を第一成分とする隣接ペアは、「受諾」「拒否」というふたつの第二成分を持つ。したがって、第一成分の受け手（「誘い」の場合は誘われたほう）には、複数ある第二成分のうち、どれによって応対するかという選択肢がある（誘いを受けるのか断るのか）。そしてこのとき、肯定的な応対（「誘い」の場合は「受諾」）と否定的な応対（「拒否」）では、それがおこなわれる仕方が異なる。
肯定的な応対は、第一成分に対してすぐに（時間的に近接して）おこなわれる（「映画でもいこうよ」「いいね」）。それに対して否定的な応対は、同じようにはおこなわれない（「映画でもいこうよ」「いやだよ」とはならない）。否定的な応対は逆に、沈黙や「えー」や「うーん」のような間投詞によって時間的に遅延されたあとでおこなわれたり、あるいはそもそもおこなわれずに否定の理由だけが述べられたり（「ちょっと用事があるんだ」）、まず肯定的な応対がなされたあとで否定がおこなわれたりする（「いいね。でも…」）。
こうした特徴からは、第二成分に肯定的なものと否定的なものがあるとき、基本的には肯定的な応対がおこなわれるべきだ（否定的な応対はそれだけでおこなわれるべきではない）という規範があることがわかる。この規範のことを、（肯定的応対の）「優先性（）」といい、さまざまな行為にひろく見られるこうした特徴のことを「優先構造」と言う。この優先構造は、個人の心理的特徴（実際問題としてその誘いを受け入れたいかどうか、あるいは断りにくい性格かどうかなど）とは関わりのない、行為をおこなう手続きにかかわる社会的規範である。あるいはより広い意味では、他者への配慮を求める規範であるとも言えるだろう（だから、相手の「自己卑下」や自分への「お世辞」の場合は、上の例とは違って「否定（拒絶）」が優先的になる）。
この観点からは、先行連鎖（3-2-2-1）などは、非優先的である否定的な応対がおこなわれることを避けるための手続きとして考えることができる。誘いの前置き（「明日ひま？」）があれば、誘い本体がくる前にそれがくることをブロックできる（「いや、忙しいんだ」と答えればいい）ので、結果として誘いの拒否はおこなわれずにすむのである。

#### 行為タイプの豊かさ
会話分析の利点は、順番交替（3-1）や修復（3-3）のように、必ずしも会話をする人びとに意識されているわけではないけれども、しかしはっきりと観察でき、秩序だった仕方で用いられている手続きを描けることである。行為連鎖の場合も同様である。たとえば「明日ひま？」という「質問」も、それがおこなわれる行為連鎖上の位置とデザインに注目すれば、それは「誘いの前置き」という、誘いの先行連鎖の第一成分であることが見えてくる。行為を分類する日常語の語彙の中に「誘いの前置き」という表現はないけれど、しかし 3-2-2-1 に書いたような特徴がはっきりわかるような仕方で、つまり単なる「質問」ではなく「前置き」として、私たちはその行為をおこなっている。このように、私たちが実際に用いている行為の種類は、自分自身が意識して言葉にできるよりももっと繊細で豊かなのである。

### 修復
会話は非常に秩序だったものだが、だからといって、会話に問題が生じないわけではない。うまく言葉が出てこない、相手が言ったことが聞き取れなかった、理解できなかった、などの問題は，しょっちゅう発生する。でも、問題が起きるたびに相互理解が損なわれたり、会話が中断されたりするようなことはない。なぜなら、参加者達は、問題―発話における問題、聞きとりの問題、理解に関わる問題―に対処して、速やかに、効率的に解決するための手続きを持っているからである。この手続きが、修復（repair）と呼ばれるものである。

#### 修復の手続き
修復の手続きは、「開始」と「操作（実行）」という、ふたつの要素によって成り立つ。会話の中に、理解や聞き取りに関するなんらかの問題（「トラブル源」と呼ばれる）があると会話参加者によってみとめられたとき、いきなり修復がおこなわれるのではなく、まず「修復の開始」によって、いったん会話の流れがせきとめられ、本来の流れの外に出ることの合図が提示される。その上で「修復の操作（実行）」がおこなわれることで、問題が解決され、本来の流れに戻るのである（解決に失敗する場合もあるが）。たとえば、3-2-2-2の挿入連鎖の例は、修復の例にもなっている。
01 A: 佐藤さんに会ったのは昨晩が初めて？
02 B: 誰に？
03 A: 佐藤さん
04 B: 初めてだよ
02でBは、「誰」の部分だけを尋ねることで、そこに聞き取りの問題があったこと（人名がトラブル源であること）を示し、「修復の開始」をおこなっている（Aの質問に答えるという本来の流れの外に出ている）。それに対して03は人名だけを答えることで「修復の操作（実行）」をおこなっている（トラブル源に解決を与えている）。これによって04でBは最初の質問に答えることができ、会話は本来の流れに戻っている。

#### 自己による修復操作の優先性
修復の「開始」および「操作（実行）」はそれぞれ、トラブル源の話者自身（自己）によっておこなわれることもあるし、聞き手（他者）によっておこなわれることもある。上の例は「他者による修復開始」「自己による修復操作（実行）」の例になっている。
そして、興味深いことに、修復を開始する機会は、「他者」よりも「自己」に、優先的に与えられる。ある発話にトラブル源がみとめられたとき、修復の機会には
（1） 当の発話内（トラブル源の直後）
（2） 当の発話が終わってもいい地点
（3） 当の発話の次の順番
（4） 当の発話の次の次（みっつめ）の順番
の4箇所がある。この中で、自己は(1)、(2)、(4)の位置で修復を開始することができるが、他者が修復を開始する機会は（3)だけだ。つまり、会話のリアルタイムの流れの中で、自己は他者に先立って、優先的に修復を開始する機会を得る。
さらに、このようにして開始された修復は、多くの場合、「自己」によって解決される。自己開始された修復は、開始直後に自己によって実行されるし、（3）の位置で「え？」「〜ってこと？」などの形で、他者によって修復が開始された場合であっても、その圧倒的多数が、トラブル源の話者（自己）によって実行されるのだ。結果として会話では、自己修復は他者修復よりも優先的におこなわれ、自己は、他者に訂正されるよりも、自分で訂正する機会を優先的に与えられる、という傾向が保たれているのである。

#### 「訂正」と「修復」の違い
もうひとつ、会話分析の貢献として興味深いのは、「修復」は、必ずしも「誤り」を「訂正」するためになされるわけではないことに注視した点である。修復の対象となるトラブル源が、なんらかの「誤り」を含んでいるとは限らないし、また、すべての「誤り」が，修復されるわけではないのである。だからこそ、修復がなされるときには、それは相互行為上、有意味なものとして見なされ、あるいは、相互行為上のストラテジーとして活用され得るのである（優先構造の項参照）。

### 会話の中の認識性[3]
会話分析で言われている一般原則の一つに、「相手が既に知っていることを言わない」というルールがある。わたしたちは、このルールに則っており、例えば、ある友人が婚約したことを知り、それを共通の友人にそれを伝えようとする時、「ねえ、Aちゃんの話聞いた？」と切り出して、相手が既にその婚約のニュースを知っているかどうか確かめることがある（参照3-2-1：先行拡張連鎖）。そこで相手が「知ってる」というか「まだ知らない」というかによって、私たちは婚約のニュースの持ち出し方を変えていくだろう。
こうした相手の知識状態に対する配慮は、会話をしている相手に対する配慮の一つの側面を担っている。またお互いに「何を知っているか」や「誰に聞いて知っているか」などを相手の知識状態に照らし合わせながら、相手の知っている度合いに合わせたり、その知識を主張する権利が自分にあるかどうかということの管理も会話上で行ったりしている。つまり私たちは常にこうした相手の知識状態への配慮を、発話の組み立て方によって示しており、それぞれの知識の領域に配慮しているのである。相手が既に見たと言っている映画について、私たちは、「おもしろいよ」とは言わず、「おもしろいよね」という具合に、相手がその映画に対する知識を持っていることを前提として感想を述べるだろう。
また、こうした相手との相対的な知識状態を踏まえ、どの程度自分が知っているか主張する態度は認識的態度と呼ばれる。たとえば、誰かに質問する時に、「結婚していますか」と聞くのと、「結婚していますよね」と聞くのとでは、どれだけ質問内容に関して確信があるのか、つまり質問する相手に関して知っているかを示す度合いが違ってくる（この場合は相手に関する質問なので、相手の知識の領域内で自分がどのような聞き方をするかの判断をしているといえる）。もちろん、どのような主張をするかは、その都度会話の中で決まっていく。時には、知っていることも知らないふりをすることもあるだろう。重要なのは、私たちはそうしたやり方を理解していることだ。参与者たちは、会話の中で相対的な知識状態をたえず微調整しながら発話をしている。
英語では、自分の知識状態を主張する手段の一つとして、文の種類（平叙文、疑問文、付加疑問文、否定疑問文）がある。例えば、確信を持っている態度を示すときには、疑問文ではなく平叙文が用いられる。日本語では、「ね」や「よね」といった終助詞を使って知識状態を表現することができることが確認されている。またこうした参与者間の相対的な知識状態は、ある行為をどのように表現するかといった局所的な問題にも、行為連鎖をどのように組織するかといった全体的な問題にも影響を及ぼすと言われている。

### 表現の選択[8]
会話分析で扱われるもう一つの研究領域に、表現の選択の問題がある。これは、会話の参与者が会話中において、人や場所、時間などをどのように表現しているかという問題を扱う。
例えば、ある場所を表現するのに、様々な言い方がある中から、話者は特定の言い方を選択している。同じ場所でも、「渋谷駅ハチ公前」と言うこともできるし、「東京都渋谷区道玄坂2-1」と言うこともできる。後者の表現のほうがある意味ではより「正確」だが、しかし待ち合わせをするときには後者の表現は役に立たない。また、会話の相手がよく待ち合わせをする相手であれば、「いつものところ」と言ったりするだろう。つまり、どのような言い方がふさわしいかは、誰に対してどのような活動の中で場所が指示されるかに依存している。これは「場所」だけでなく、「人」や「時間」や「行為」についても同様である。逆に言えば、話者がどのような表現を用いているかによって、どのような活動へと話者が指向しているか、聞き手とのあいだにいかなる共有知識があると理解しているかを分析できるのである。
さらに、人（第三者）については、会話中で言及する際には、1）最小限の言い方で、2）また相手が分かるように配慮された言い方（言い換えれば、聞き手にとって最も認識可能な言い方）が優先されるということが既に示されている。この優先構造に対し、名前の使用は最も適しているため、会話中、聞き手にとって言及対象が認識可能であることが想定出来る場合は、名前が頻繁に使用される。たとえば、共通の友人について会話中で言及する時、私たちは、「Aちゃん」という名前を利用し、名前以外のその人を表せる言い方（「B社で働く友だち」、「最近結婚した共通の友だち」など）はそもそも何か特別の理由がない限り、使用しないということである。

### 行為の組み立て[9]
私たちは、「もっとアイスティーいかがですか」などと聞かれた時に、その発話を単なる質問として捉えるだけではなく、発話者がアイスティーを「提供」していると理解することができる。つまり、順番交替しながら、ひとつひとつの発話で、どんな事柄について話されているのかといった発話の内容（トピック）だけではなく、どういう「行為」がその発話で行なわれているのかということが、明示的に示されなくても（たとえば、「私はこの発言によって『提供』という行為を行なっています」というように言われずとも）認識可能になっている。そうした発話による行為がどのように形成され、参加者にとって認識可能になっているのかという問題は会話分析で最も重要なトピックの一つである。
この行為形成は、発話の連鎖上の位置や発話のデザイン、また参加者の身体や参加の枠組みなどを資源として、なされている。たとえば、参加者Aが、部屋に遊びに来た参加者Bに対して、「アイスクリームサンドイッチ持って来なかったね」と発言し、それに対して、参加者Bが「うん、私は欲しくなかったから」と自己弁護する応答をした場合、この応答により、Aの発言がBとの約束（アイスクリームサンドイッチを持ってくること）を果たさなかったことに関する不平としてBに理解されたことが分かる。このAによる「不平」という行為は、より直接的な形で（たとえば、Bを直接責めるような発言によって）なされるのではなく、「Bがするべきだった行為の不在を指摘する」という組み立てによって、認識可能となっている。
こうした行為の組み立てに関する問題を扱う際に留意しなければいけないのは、発話を行為の種類のカテゴリー（依頼、命令、質問など）に当てはめて考えるのではなく、どのようにしてその発話がある行為を行なっていることが認識可能になっているのかを見極めなくてはならない点である。その見極めには、その発話の受け手である参加者たちがどのようにその発話による行為を理解しているかに基づいて考えることが必要になってくる（上記の例だと受け手Bの応答）。観察を行う際に、既存のカテゴリーではなく、データに基づかなければいけないというのは、それが参加者本人たちによって解決されている問題であるからにほかならない。こうした観察によって、一般的な呼称を持たないような行為の発見も初めて可能になってくるであろうし（参照：3-2-4）、一つの発話で複数の行為が行われていることも記述可能になってくる。

## 制度的場面の会話分析
会話分析という研究領域の確立には、いつ誰がどのくらい話すのか決まっていない日常会話において、発言の順番交替がどのようにおこなわれているかがあきらかにされたことが大きく貢献している（4-1）。このことは逆に言えば、日常会話ではない場面で人びとが言葉を交わす方法についても、それをあきらかにするために会話分析が貢献できることを意味している。つまり、日常会話でない場面での順番交替の方法や、その順番で発言がおこなわれる手続きを見ることで、その場面の特徴をとらえることができるのである。そうした観点から日常会話以外の場面を対象にした会話分析研究も数多くおこなわれている。
そうした研究の中でも、特に制度的な場面（教育、法、医療など）に焦点をあてたものは「制度的会話」の分析と呼ばれることがある。制度的会話には、一般的に、日常会話とは異なった特徴がある。
第一に、制度的会話ではいつ誰がどれくらい発言するかが、あらかじめ決まっている場合がある。たとえば授業であれば基本的に発言権は教師にあり、生徒が発言順番をとるためには教師に指名される必要がある。もちろん順番交替にどの程度の制約がかかっているかは制度によって異なる。
第二に、制度的会話では参加者がどのような行為をおこなってよいかがあらかじめ決まっている場合がある。たとえば法廷での尋問では、尋問する側には基本的に「質問」することしか許されておらず「議論」をおこなったりすることはできない。
第三に、制度的会話には多くの場合達成すべき課題がある。授業であれば知識の伝達、評議であれば判決を下すこと、医療であれば診断を下すことなどである。このことは会話の構造にも影響をもたらす。たとえば警察への緊急通報では、特に電話を受けた警察の側からすれば、実際に警官を派遣するかどうかを決めることが重要な課題となる。それゆえ、通報によって出動の「依頼」があってから、それに対して「受諾」もしくは「拒否」がおこなわれるまでのあいだに、しばしば状況を尋ねるための長い挿入連鎖（3-2-2-2）が起きる。
ほかにも修復（3-3）や表現の選択（3-5）の仕方、経験や知識に対する権利を主張する方法（3-4）などについても、日常会話との違いから制度的会話の特徴を考えることができる。
重要なのは、そうした特徴は、場面が制度的であることによって自動的にもたらされているのではないということだ（評議中や診療中であっても、ちょっと雑談をしたりするときには、そうした特徴は解除されるだろう）。むしろ、会話の仕方はそれ自体、その場面が制度的場面として成立していることの重要な一部分なのである。会話参加者がしかるべき仕方で会話をしないなら、制度は成り立たなくなってしまうだろう。

## マルチモダリティ
これまでの項目で、主に会話に見られる規範や組織についての知見を述べてきたが、会話分析は、会話だけを分析対象としているわけではない。電話ではなくお互いに顔を合わせて話をするときには、当然、参加者の視線の向きや身体も関わってくるし、また発話上のプロソディも相互行為を行う上で重要な資源となっていることを議論し、提示している。
視線はある行為が誰に向けられているのかを示す一つの手段になりうる。もちろん相手に直接呼びかけるなど他の方法もあるが、開始行為（行為連鎖の第一成分となりうるもの）と視線によって、たいていの場合話しかけている相手が誰なのかが示される。もし視線によって選択した相手が、そのことに何らかの理由で気づいていない場合、他の相手に視線を移し、それに合わせて発話のデザインを変化させることもある。たとえば、「禁煙を始めたんだ」と言おうとして、相手が気づいていない場合に、別の相手（たまたま禁煙していることを知っているパートナー）に視線を向け、「今日で一週間になるよ」という一言を付け足すことで、受け手が変わったことを発話と視線で示すことが出来る。
また参加者の身体は、その身体の向きによって、発話者の関心がどこにどれくらい向けられているのかを示す。机に向かって作業をしている時に、後ろから話しかけられて、上半身だけその話しかけてきた相手に向け、腰から下は机に向かったままの状態を維持している時、話をすることによる作業の中断はいわば、一時的なものであって、その人にとって継続させるような中心的な行為ではないことが示されている。また、この参加者が複数の行為に対して同時に指向していること、またその指向には、中心的なものと周辺的なものといった階層が（たとえば、より安定した身体の指向は中心的でそれ以外は周辺的であるように）作り出されている。
このように身体や視線の向きは、その時の参加者にとっての参加の枠組みを形成する。発話がそうした枠組みを形成するのに一番大きな役割を果たすことは言うまでもないが、私たちは常に会話をしながら相手を観察し、その人の関心がどこに向いているのか、いま会話に参加出来る状態にあるのかどうか、など、参加の枠組みの形成に関する交渉を行う。そして、参加の枠組みの中でも、参加者がある行為に対して参加できる状態にあり、協働的に行為を遂行できるかどうかは、やはり視線や身体によってより安定した関心が向けられているかによる。たとえば、病院での医療面接で、医師がカルテやコンピューターの画面に向かって作業をしている時、医師は患者とのやりとりに参加していないことを身体的に示している。その時、患者は医師が自分に視線を向けるまでは発言を開始せず、そうしたタイミングを待つことが観察されている。このように、会話の参加者は常にお互いの状況をモニターし合って、協働的に相互行為を組み立てているのである。
この他、プロソディのような言語的要素ではあるが、統語的組織を持たない資源も会話では活用される。たとえば、文法的に発話が完了することが予測されるようなポイントで、発話終了をマークするような下がり調子のイントネーションを用いないことによって、発話がまだ継続することを示すことができるのは、音韻的な資源を利用した上での手続きである。またイントネーションによって、相手の行為に対して対峙的な態度など感情を示したりも出来る。
ここでは特に取り上げないが、指差しやジェスチャー、うなずきなどの身体的行為や、会話をしながら使っている道具やその場を構成している空間的要素なども、会話を理解する上での資源となることは間違いない。こうした多層的な資源を取り扱う際に注意したいのは、これらが、全て個別に行為の形成に利用されているのではないということである。すべての発話はそれまでの相互行為によって作られた文脈に依存しており、また次の発話を行うことで文脈を形成している。身体的、音韻的、道具的な資源も発話と共にある文脈に埋め込まれている。そういう意味で、両者は切り離すことが出来ない。そして、私たちはその都度関連のある資源は何か互いに示しあいながら相互行為を行う能力を持ち合わせているのである。

### 会話分析の由来
- Goffman, E.著 1967年、「Interaction Ritual: Essays on Face-to-Face Behaviour」Anchor Books、Doubleday and Company Inc 出版（＝2002，浅野敏夫訳『儀礼としての相互行為』法政大学出版局．）
- Garfinkel, Harold著 1967年、「Studies in Ethnomethodology」、プレンティスホール出版
- Schegloff, E. A.著 1992年、「Introduction」
- Sacks H. 著、1992年「Lectures on Conversation」、ブラックウェル出版

### 会話分析の手法
- 西阪 仰 「会話分析について」
- 西阪 仰 「トランスクリプトのための記号」

### 会話を組織するための主要な手続き

#### 順番交替
- Harvey SACKS、Emanuel A. SCHEGLOFF、Gail JEFFERSON 共著、1974年、「A Simplest Systematics for the Organization of Turn-Taking for Conversation」、Language誌、50 (4).（＝2010，西阪 仰 訳「会話のための順番交替の組織――最も単純な体系的記述」『会話分析基本論集』世界思想社．）

#### 行為の連鎖
- Emanuel. A. SCHEGLOFF 著、2007年, 「Sequence Organization in Interaction」、ケンブリッジ大学出版局
- 前田 泰樹・水川 喜文・岡田 光弘 編，2007，『エスノメソドロジー（ワードマップ）』新曜社．

#### 修復
- Emanuel. A. SCHEGLOFF、Harvey. SACKS、Gail JEFFERSON 共著、1977年、「The preference for self-correction in the organization of repair in conversation」、Language誌、53(2): 361-382.（＝西阪 仰 訳「会話における修復の組織――自己訂正の優先性」『会話分析基本論集』世界思想社．）

#### 会話の中の認識性
- J. HERITAGE 著、2012年、「Epistemics in Action: Action Formation and Territories of Knowledge 」、Research on Language & Social Interaction 誌、45, 1, 1-29.
- J. HERITAGE 著、2012年、「The Epistemic Engine: Sequence Organization and Territories of Knowledge」、Research on Language & Social Interaction 誌、45, 1, 30-52.
- HAYANO K. 著、2011年、「Claiming Epistemic Primacy: yo-marked Assessments in Japanese」（T. Stivers、L. Mondada、J. Steensig 共編「The Morality of Knowledge in Conversation」 の一章）、ニューヨーク、ケンブリッジ大学出版局、58-81.

#### 表現の選択
- H. SACKS、E. A. SCHEGLOFF 共著、1979年、「Two Preferences in the Organization of Reference to Persons in Conversation and Their Interaction（G. PSATHAS 編、「Everyday Language: Studies in Ethnomethodology」の一章）、ニューヨーク、Irvington Publishers、15-21
- E. A. SCHEGLOFF 著、1972年、「Notes on a Conversational Practice: Formulating Place」（D. N. SUDNOW 編、Studies in Social Interaction の一章）ニューヨーク、マクミラン、The Free Press 出版、75-119
- N.J. ENFIELD、T. STIVERS 共著、2007年、「Person Reference in Interaction: Linguistic, Cultural, and Social Perspectives」ケンブリッジ大学出版局

#### 行為の組み立て
- E. A. SCHEGLOFF 著、1996年、「Issues of Relevance for Discourse Analysis: Contingency in Action」、「Interaction and Co-Participant Context」（E. H. HOVY、D. SCOTT 共編 Computational and Conversational Discourse: Burning Issues -- An Interdisciplinary Account の一章）、ハイデルベルク、シュプリンガー・フェアラーク出版、3-38.
- E. A. SCHEGLOFF、1996年、「Confirming Allusions: Toward an Empirical Account of Action」、American Journal of Sociology 誌、102、1、161-216

### 制度的場面の会話分析
- P. DREW、J. HERITAGE 共編、1992年、「Talk at Work」、ケンブリッジ大学出版局

### マルチモダリティ
- C. GOODWIN 著、1981年、「Conversational organization: Interaction between speakers and hearers」ニューヨーク、アカデミック出版
- C. GOODWIN、M. H. GOODWIN 共著、2000年、「Emotion within situated activity」（A. Duranti 編、「Linguistic Anthropology: A Reader」の一章）、マサチューセッツ州モルデン、オックスフォード Blackwell 出版、239-257
- G. LERNER 著、2003年、「Selecting next speaker: The context-sensitive operation of a context-free organization」、Language in Society 誌、32、177-201
- J. D. Robinson 著、1999年、Getting down to business: Talk, gaze, and body orientation during openings of doctor-patient consultations、Human Communication Research 誌、25、1、97-123.
- E. A. SCHEGLOFF 著、1998年a、「Body Torque」、Social Research 誌、65、3、535-596
- E. A. SCHEGLOFF 著、1998年b、「Reflections on Studying Prosody in Talk-in-Interaction」、Language and Speech 雑誌、41、3/4、1998、235-63.
- 西阪 仰 著、2008年、「分散する身体：エスノメソドロジー的相互行為分析の展開」、勁草書房